# Van Hool A300
De Van Hool A300 is een type stadsbus van de Belgische fabrikant Van Hool en is de opvolger van de Van Hool A500. De bussen hebben twee of drie deuren, een volledige lage vloer en de motor zit halverwege de bus. Er zijn veel verschillende bussen van dit type te onderscheiden. De bussen in nieuw design worden afgeleverd met typeaanduiding newA300. Daarnaast zijn er van dit type bus ook LPG-bus (~A300 CNG), gelede (AG300), dubbelgelede (AGG300), hybride (~A300 Hyb), trolley (~A300 T), kort (~A300K), verlengde (~A300L) en waterstofbussen (A300L FuelCell) beschikbaar. Sinds 2022 is dit type bus volledig uit productie gegaan en vervangen door de Van Hool A12.

## Uitvoeringen
| Typeaanduiding                             | A300                                                         | newA300 Hyb     | newA300K        | newA300L                          | newA300L Fuelcell                 |
| ------------------------------------------ | ------------------------------------------------------------ | --------------- | --------------- | --------------------------------- | --------------------------------- |
|                                            |                                                              |                 |                 |                                   |                                   |
| Bouwjaren                                  | 1991–2010                                                    | ??-2017         | 2001–2017       | 2001–2017                         | 2009–2017                         |
| Carrosserie                                | Van Hool                                                     | Van Hool        | Van Hool        | Van Hool                          | Van Hool                          |
| Motor                                      | viertaktdieselmotor EEV Euro 5 MAN D2066 LOH / DAF PR        | Volvo           | Cummins ISB 07  | Cummins ISL280/ISL330             | Cummins ISB 330                   |
| Vermogen                                   | 280 pk (235 kW) / 200 pk (183 kW) optioneel: 275 pk (228 kW) | 280 pk (235 kW) | 280 pk (235 kW) | 280 pk (200 kW) / 330 pk (290 kW) | 280 pk (200 kW) / 330 pk (290 kW) |
| Totale lengte                              | 11 535 mm                                                    | 11 535 mm       | 9 345 mm        | 12 420 mm                         | 12 360 mm                         |
| Totale breedte                             | 2 550 mm                                                     | 2 550 mm        | 2 590 mm        | 2 590 mm                          | 2 590 mm                          |
| Hoogte (excl. dakunit)                     | 3 280 mm                                                     | 3 280 mm        | 3 320 mm        | 3 400 mm                          | 3 460 mm                          |
| Wielbasis                                  | 5 400 mm                                                     | 5 400 mm        | 5 300 mm        | 7 050 mm                          | 6 840 mm                          |
| Vooroverbouw                               | 2 715 mm                                                     | 2 715 mm        | 2 055 mm        | 2 055 mm                          | 2 055 mm                          |
| Achteroverbouw                             | 3 420 mm                                                     | 3 420 mm        | 1 750 mm        | 3055 mm                           | 3 225 mm                          |
| Instaphoogte                               | 340 mm                                                       | 340 mm          | 330 mm          | 370 mm                            | 370 mm                            |
| Ledig gewicht (afhankelijk van uitvoering) | 12 490 kg                                                    | ??              | ??              | ??                                | ??                                |
| Maximaal totaalgewicht                     | 18 700 kg                                                    | ??              | ??              | ??                                | ??                                |
| Aantal zitplaatsen                         | 24–35                                                        | 24–35           | 21–26           | 31–38                             | 28                                |
| Aantal staanplaatsen                       | 45–67                                                        | 45–67           | 34–39           | 47–54                             | 57                                |
| Capaciteit                                 | ca. 80 personen                                              | ca. 80 personen | ca. 60 personen | ca. 85 personen                   | ca. 85 personen                   |

## Opmerkelijke uitvoeringen

### newA300 Hybride
In opdracht van de provincie Zuid-Holland nam Connexxion in september 2009 vier hybride bussen in gebruik. Deze bussen werden door Connexxion voornamelijk ingezet op de stadslijnen van Alphen aan den Rijn. Later nam men nog eens twintig bussen in dienst, voor de stadslijnen in Leiden en Gouda. In december 2012 nam Arriva de bussen over, na de overname van het stads- en streekvervoer rond Leiden, Alphen aan den Rijn en Gouda (Concessie Zuid-Holland Noord). Arriva zette de bussen tot en met 2019 in op de Leidse stadsdienst, waarna drie bussen naar Noord-Brabant verhuisden. 
In België heeft De Lijn in 2009 vijf hybride bussen in gebruik genomen. Deze bussen worden voornamelijk ingezet in Leuven.

### Amerika
Speciaal voor de Amerikaanse markt creëerde Van Hool een verlengde en een verkorte versie van de A300. Deze versies kregen de code A300K (verkort) en A300L (verlengd). Vervoersbedrijven AC Transit en DC Circulator rijden op dit moment met deze type bussen.

### Waterstofbus
Speciaal voor de Amerikaanse markt creëerde Van Hool in 2004 in samenwerking met AC Transit een type Waterstofbus. De eerste was gebaseerd op een A330 (Fuel Cell USA). In 2007 werd deze techniek in een aangepaste versie ook in Europa in gebruik genomen en kwam er een model genaamd Fuel Cell Europa. In 2009 kwam er een tweede versie die een voortgang was van de Fuel Cell USA en gebaseerd was op de A300L. Dit type bus werd samen met AC Transit, VTA, SamTrans, Sonoma County en SF Muni. Daarnaast heeft CT Transit nog 4 extra bussen besteld samen met de bestelling van AC Transit.
Sinds begin 2012 nam Ruter A/S in Oslo vijf waterstofbussen met een lengte van 13.2 meters onder meer op lijn 81A Vestbanen in gebruik.

### Commuter Coach
Speciaal voor de Amerikaanse markt ontwikkelde Van Hool een zogenaamde Commuter Coach. Hierbij werd de A300 als basis gebruikt met de achteropbouw van een touringcar. Dit type kreeg de naam Commuter C3045 en is in totaal 13.7 meters lang. Slechts één enkel exemplaar werd gebouwd. Een bestelling voor 30 exemplaren door AC Transit werd geannuleerd en de productie en ontwikkeling van het type werden stopgezet.

### De Lijn 3195
In 2006 kreeg een Van Hool bus van De Lijn een opmerkelijk ornament op het dak van de bus. Deze bus heeft namelijk een vintage car op zijn dak. Deze wagen kreeg hij, in het kader van een promotieactie, toen de bus in 2007 een tour maakte langs enkele Vlaamse steden.

## Externe link

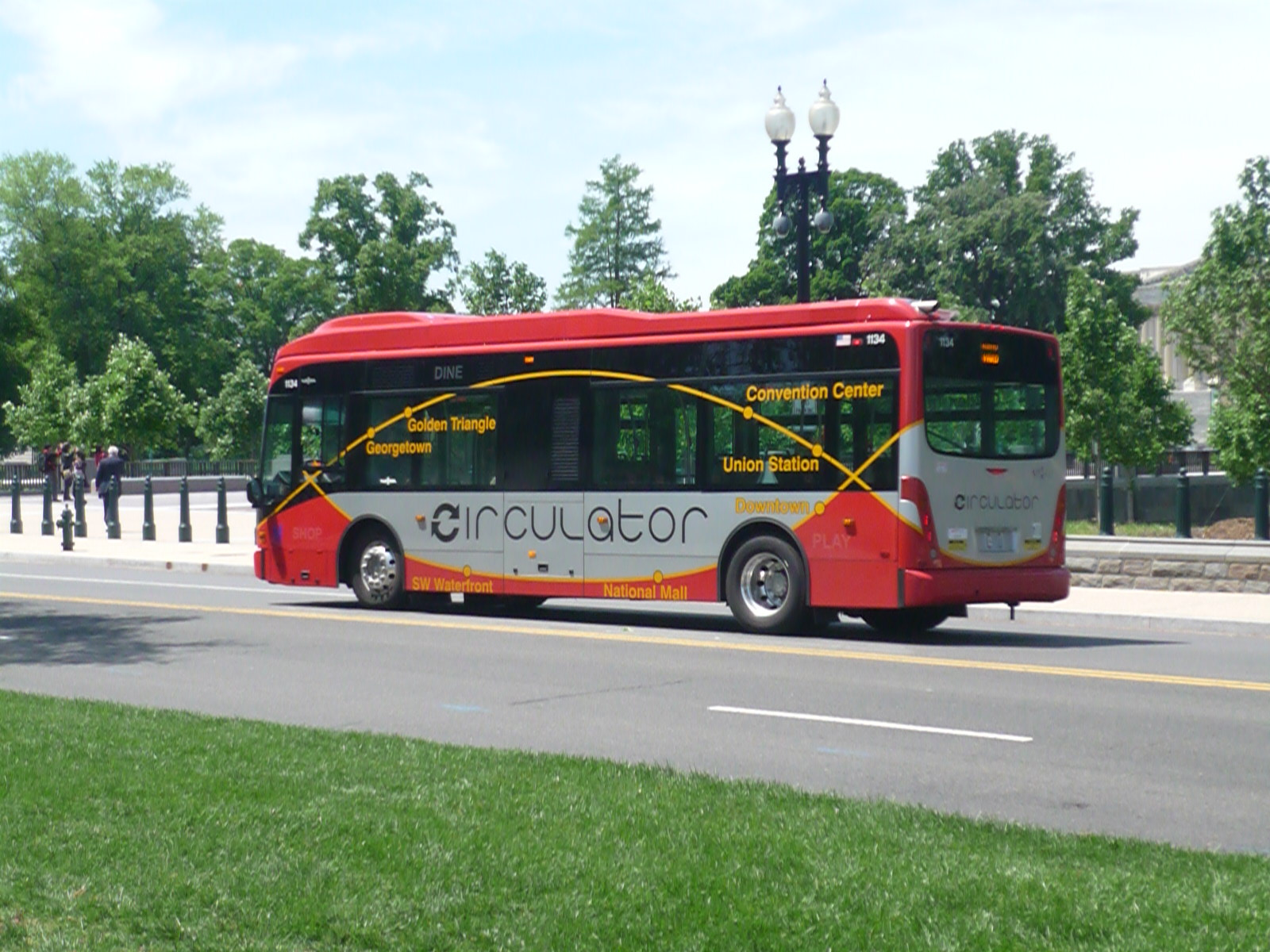
Van Hool A300K van DC Circulator

## Inzetgebieden
| Bedrijf                  | Aantal | Series               | Type        | Jaar        | Inzet                            | Opmerking | Afbeelding |
| België                   | België | België               | België      | België      | België                           | België | België     |
| ------------------------ | ------ | -------------------- | ----------- | ----------- | -------------------------------- | --- | ---------- |
| De Lijn                  | 33     | 2782–2814            | A300        | 1993        | Gent                             | Afgevoerd, 2810 zal bewaard worden als museumbus door META, 2813 voor wisselstukken, 2811 is hernummerd naar 7724 als rijschoolbus te Destelbergen.             |            |
| De Lijn                  | 32     | 3081–3110            | A300        | 1993/1994   | Verschillende regio's            | Afgevoerd op 3110 na, omgenummerd naar 7725 als rijschoolbus te Destelbergen en in 2018 verkocht aan MIVB                                                       |            |
| De Lijn                  | 32     | 3187–3218            | A300        | 1995        | Verschillende regio's            | Afgevoerd |            |
| De Lijn                  | 5      | 3237–3241            | A300 CNG    | 1995        | Kortrijk                         | 3241 was omgebouwd tot Hybride-bus Afgevoerd. |            |
| De Lijn                  | 35     | 3372–3406            | A300        | 1996/1997   | Gent                             | 3372 werd in 2010 omgebouwd tot rijschoolbus 7726, is in 2018 verkocht aan MIVB. Afgevoerd                                                                      |            |
| De Lijn                  | 18     | 3795–3812            | A300        | 1999        | Gent                             | Afgevoerd |            |
| De Lijn                  | 5      | 5348–5352            | newA300Hyb  | 2009        | Leuven                           | |            |
| De Lijn                  | 3      | 7724–7726            | A300        | 1993–1995   | Gent                             | Zijn de voormalige 2811, 3110 en 3372 Dienen nu als rijschoolbussen 7724 is in 2016 buiten dienst gegaan, 7725 en 7726 zijn in 2018 verkocht aan MIVB           |            |
| MIVB                     | 60     | 8620–8679            | A300        | 1995/1996   | Brussel                          | Afgevoerd |            |
| MIVB                     | 20     | 8680–8699            | A300 CNG    | 1993/1994   | Brussel                          | LPG-bussen Afgevoerd |            |
| MIVB                     | 40     | 8700–8739            | A300        | 1993        | Brussel                          | Afgevoerd |            |
| MIVB                     | 60     | 8740–8799            | A300        | 1994/1995   | Brussel                          | Afgevoerd |            |
| MIVB                     | 2      | Onbekend             | A300        | 1993 / 1996 | Rijschoolbus                     | Voormalige De Lijn 3110 en 3372 |            |
| Frankrijk                |        |                      |             |             |                                  | |            |
| CGTFE                    | 12     | ??                   | A300        | ??          | Nancy                            | |            |
| Fil Bleu                 | ??     | ??                   | A300CNG     | ??          | Tours                            | |            |
| Keolis Dijon (Divia)     | 14     | 3101-3114            | A300        | 1999        | Dijon                            | |            |
| Keolis Dijon (Divia)     | 34     | 201–234              | A300        | 1998/1999   | Dijon                            | Buiten dienst |            |
| STAB                     | ??     | 445-455, ??          | A300GPL     | 1996        | Bayonne                          | |            |
| TUB                      | 5      | 251–255              | A300        | ??          | Saint-Brieuc                     | |            |
| Griekenland              |        |                      |             |             |                                  | |            |
| E.THE.L                  | 111    | 1-111                | A300        | 1994-2009   | Athene                           | |            |
| ILPAP/OSY                | 112    | 7001-7112            | A300T       | 2000        | Athene                           | |            |
| Hongarije                |        |                      |             |             |                                  | |            |
| BKV Zrt.                 | 13     | MCA-001 – MCA-013    | A300        | 2012        | Boedapest                        | Ex-Noivo 2509–2510, 2512–2513, 2516–2519 en 2521–2525 |            |
| Italië                   |        |                      |             |             |                                  | |            |
| ATV                      | ??     | 1211, 1212-??        | A300        | ??          | Verona                           | |            |
| Start Romagna            | 3      | 20051-20053          | A300        | ??          | Forlì-Cesena                     | |            |
| Litouwen                 |        |                      |             |             |                                  | |            |
| Kauno Autobusai          | ??     | 667-682, ??          | A300        | 1993, 1996  | Kaunas                           | Ex-Connexxion |            |
| Kedbusas                 | ??     | 18, 22, 86, ??       | A300        | 1993, 1996  | Kaunas                           | Ex-Connexxion |            |
| Vilniaus Autobusai       | ??     | 484-489, ??          | A300        | 1993        | Vilnius                          | |            |
| Monaco                   |        |                      |             |             |                                  | |            |
| CAM                      | 5      | 20–24                | A300        | ??          | Monaco                           | |            |
| Nederland                |        |                      |             |             |                                  | |            |
| Arriva                   | 20     | 4832–4851            | newA300 Hyb | 2010        | Leiden                           | Reden van 2009 tot 9 december 2012 bij Connexxion voor stadsdienst Gouda, daarna tot mei 2019 voor Arriva op de stadsdienst Leiden. Ex-Connexxion               |            |
| Arriva                   | 4      | 4883–4886            | newA300 Hyb | 2009        | Oost-Brabant                     | Reden van 2009 tot 9 december 2012 bij Connexxion voor stadsdienst Alphen aan den Rijn, daarna tot mei 2019 voor Arriva op de stadsdienst Leiden. Ex-Connexxion |            |
| Bak Reizen               | 2      | 139-140              | newA300 Hyb | 2010        | Zomerbussen Noord-Holland Noord  | Ex-Arriva 4848 en 4849. Rijden in 2023 op lijnen 851 en 868 voor Connexxion in Noord-Holland.                                                                   |            |
| Connexxion               | 1      | 1002                 | A300        | ????        | Amstelland-Meerlanden            | |            |
| Connexxion               | 1      | 1004                 | A300        | ????        | Amstelland-Meerlanden            | |            |
| Connexxion               | 9      | 1310–1318            | A300        | 1996        | Verschillende regio's            | Afgevoerd Voorheen ZWN-Groep, daarvoor ZWN |            |
| Connexxion               | 7      | 2092–2098            | A300        | 1993        | Provincie Zeeland                | Afgevoerd Voorheen ZWN-Groep, daarvoor ZWN |            |
| Connexxion               | 2      | 2225-2226            | A300        | ????        | Amstelland-Meerlanden            | |            |
| Connexxion               | 27     | 2509–2535            | A300        | 2000/2001   | Schiphol Sternet                 | In 2007 overgegaan naar Novio. In 2010 zijn de bussen buiten dienst gegaan en de meeste zijn afgevoerd.                                                         |            |
| Connexxion               | 3      | 2596-2598            | A300        | 2000/2001   | Schiphol Sternet                 | In 2007 overgegaan naar Novio. In 2010 zijn de bussen buiten dienst gegaan en de meeste zijn afgevoerd.                                                         |            |
| Connexxion               | 10     | 2526–2535            | A300        | 1993        | Schiphol Sternet                 | In 2007 afgevoerd ex-NZHVM |            |
| Connexxion               | 3      | 2599-2601            | A300        | 1993        | Schiphol Sternet                 | In 2007 afgevoerd ex-NZHVM |            |
| Connexxion               | 20     | 4832–4851            | newA300 Hyb | 2010        | Leiden en Gouda                  | Tot 8 december 2012 voor stadsdiensten Leiden en Gouda, daarna op stadsdienst Leiden bij Arriva.                                                                |            |
| Connexxion               | 4      | 4883–4886            | newA300 Hyb | 2009        | Alphen aan den Rijn              | Tot 8 december 2012 voor stadsdienst Alphen aan den Rijn, daarna op stadsdienst Leiden bij Arriva.                                                              |            |
| GVU                      | 42     | 4060–4100            | A300 LPG    | 1998/2000   | Utrecht                          | 4085 is in 2005 afgebrand. Wagen 4060 is ook leswagen. Afgevoerd.                                                                                               |            |
| GVU                      | 5      | 4102-4106            | A300 LPG    | 1998/2000   | Utrecht                          | |            |
| KLM Jet Center           | 1      | KLM JC01             | A300        | 1998        | Schiphol                         | |            |
| Novio                    | 17     | 2509–2525            | A300        | 2000/2001   | Nijmegen                         | Ex-Schiphol Sternet Afgevoerd |            |
| Novio                    | 3      | 2596-2598            | A300        | 2000/2001   | Nijmegen                         | Ex-Schiphol Sternet Afgevoerd |            |
| Partycentrum Bloemenlust | 1      | BX-PF-39             | A300        | 1993        | Vervoer Partycentrum Bloemenlust | Ex-De Lijn 3093 |            |
| TCR                      | 1      | 89                   | A300        | 2000        | Onbekend                         | Ex-Connexxion 2530 |            |
| Westbank                 | 1      | BP-GF-23             | A300        | 2000        |                                  | Ex GVU 122 |            |
| Noorwegen                |        |                      |             |             |                                  | |            |
| Ruter A/S in Oslo        | 5      | ??                   | A300L FC    | 2012        | Oslo, lijn 81A Vestbanen         | Waterstofbussen |            |
| Verenigde Staten         |        |                      |             |             |                                  | |            |
| AC-Transit               | 51     | 5001-5051            | A300K       | 2005-2006   | Verenigde Staten                 | |            |
| AC-Transit               | 39     | 5101-5139            | A300K       | 2008-2009   | Verenigde Staten                 | |            |
| AC-Transit               | 27     | 1201-1227            | A300L       | 2008-2009   | Verenigde Staten                 | |            |
| AC-Transit               | 9      | F4-F12               | A300L FC    | 2010-2011   | Verenigde Staten                 | Waterstofbussen |            |
| DC Circulator            | 14     | 1130–1143            | A300K       | 2009        | Washington D.C.                  | |            |
| CT Transit               | 4      | 1001–1004            | A300L FC    | 2009        | Hartford                         | Waterstofbussen |            |
| First Transit            | 12     | 3810, 3811, 3816, ?? | A300L       | 2008        | Universiteit van Minnesota       | Wordt gebruikt als campusshuttle Speciaal in de kleuren en logo van de universiteit                                                                             |            |
| Zweden                   |        |                      |             |             |                                  | |            |
| Autobus Leo Rand AB      | 2      | ??                   | A300        | 2005        | ??                               | Voormalig Veolia Transport, daarvoor Connex Sverige AB |            |
| Connex Sverige AB        | 2      | 2946-2947            | newA300     | 2005        | ??                               | Overgegaan naar Veolia Transport AB |            |
| Veolia Transport AB      | 2      | 2946-2947            | newA300     | 2005        | ??                               | Voormalig Connex Sverige AB Verkocht aan Autobus Leo Rand AB |            |